# Список війн за участю Польщі
У цій статті наведено неповний перелік вїйн та збройних конфліктів за участю Польщі, польського народу та регулярної польської армії в періоди коли існували незалежні польські держави від античності до наших днів.
В переліку вказана назва конфлікту, дата, воюючі сторони, і його результат.
      Перемога Польщі
      Поразка Польщі
      Інший результат (Мирний договір або невизначений результат, статус кво, результат громадянської війни, невідомий результат)
      Незавершений конфлікт

## Династія П'ястів (князівство)
Нижче наведено перелік війн Польського князівства часів династія П'ястів.
| Дата                             | Конфлікт                                                                                 | Перша сторона                                                    | Друга сторона                                                      | Результат                    |
| -------------------------------- | ---------------------------------------------------------------------------------------- | ---------------------------------------------------------------- | ------------------------------------------------------------------ | ---------------------------- |
| 963 рік                          | Похід Ото І-го на Польщу                                                                 | Князівство польське                                              | Священна Римська імперія                                           | Поразка.                     |
| 964–972 роки - 967 рік - 972 рік | Бої Мешка І за Західну Померанію - Бій Мешка І проти Вішмана Молодого - Чедяньська битва | Князівство польське                                              | Священна Римська імперія Велети Західні волиняни                   | Перемога.                    |
| 979 рік                          | Похід Ото ІІ-го на Польщу                                                                | Князівство польське                                              | Священна Римська імперія                                           | Перемога.                    |
| 981 рік                          | Польський похід до Померелії                                                             | Князівство польське                                              | Померелія                                                          | Перемога.                    |
| 981 рік                          | Бої за Червенські городи                                                                 | Князівство польське                                              | Київська Русь                                                      | Поразка.                     |
| 985 рік                          | Польсько-саксонський похід на Велети                                                     | Князівство польське Священна Римська імперія                     | Велети                                                             | Перемога.                    |
| 988–990 роки                     | Польсько-богемська війна                                                                 | Князівство польське Священна Римська імперія                     | Богемське князівство                                               | Перемога.                    |
| 992 рік                          | Польсько-саксонське похід на Велети                                                      | Князівство польське Священна Римська імперія                     | Велети                                                             | Перемога.                    |
| 995 рік                          | Польсько-саксонське похід на оботрітів                                                   | Князівство польське Священна Римська імперія                     | Оботріти                                                           | Перемога.                    |
| 1002-1018 роки                   | Польсько-німецька війна (1002-1018) - 1017 Облога Німці                                  | Князівство польське Моравійці                                    | Священна Римська імперія Богемське князівство Київська Русь Велети | Перемога. - Баутценський мир |
| 1015–1019 роки                   | Втручання Болеслава І у боротьбу за Київський трон - 1018 Битва над Бугом                | Князівство польське Священна Римська імперія Угорське князівство | Київська Русь                                                      | Перемога.                    |
| 1022 рік                         | Похід Ярослава Мудрого на Брест                                                          | Князівство польське                                              | Київська Русь                                                      | Перемога. - Напад відбито    |

## Польське королівство (П'ясти)
Нижче наведено перелік війн Польського королівства часів династія П'ястів.
| Дата | Конфлікт | Перша сторона                                                               | Друга сторона                                                       | Результат                                                                  |
| --- | --- | --------------------------------------------------------------------------- | ------------------------------------------------------------------- | -------------------------------------------------------------------------- |
| 1028–1031 роки | Громадянська війна в Польщі з втручанням Німеччини - 1029 Бауценська битва                                                                                           | Королівство Польське Угорське князівство                                    | Священна Римська імперія Безприм Богемське князівство Київська Русь | Перемога Безприму.                                                         |
| 1031–1032 роки | Повстання польських язичників | Безприм                                                                     | Язичники та магнати                                                 | Поразка Безприму.                                                          |
| 1038–1039 роки | Напад Бретислава на Польщу | Королівство Польське                                                        | Богемське князівство                                                | Поразка.                                                                   |
| 1038–1047 роки | Язичницьке повствстання | Казимир І Реставратор Священна Римська імперія Київська Русь                | Мецлав язичники                                                     | Перемога Казимира І Реставратора.                                          |
| 1042 рік | Напад Казимира І Реставратора на Малопольщу | Королівство Польське                                                        | Богемське князівство                                                | Перемога.                                                                  |
| 1047 рік | Напад Казимира І Реставратора на Сілезію | Королівство Польське                                                        | Богемське князівство                                                | Перемога.                                                                  |
| 1050 рік | Напад Казимира І Реставратора на Сілезію | Королівство Польське                                                        | Богемське князівство                                                | Перемога.                                                                  |
| 1051 рік | Польсько-німецьке вторгнення до Угорщини | Королівство Польське Священна Римська імперія                               | Угорське князівство                                                 | Перемога.                                                                  |
| 1060 рік | Напад Болеслава ІІ Щедрого на Богемію | Королівство Польське                                                        | Богемське князівство                                                | Поразка.                                                                   |
| 1060 рік | Боротьба за Угорський трон | Бела І Королівство Польське                                                 | Андрій І                                                            | Перемога.                                                                  |
| 1063 рік | Напад Болеслава ІІ Щедрого на Східне Помор'я | Королівство Польське                                                        | Народи Східного Помор'я                                             | Перемога.                                                                  |
| 1064 рік | Напад Болеслава ІІ Щедрого на Померанію | Королівство Польське                                                        | Померанія                                                           | Перемога.                                                                  |
| 1069 рік | Напад Болеслава ІІ Щедрого на Русь | Королівство Польське                                                        | Київська Русь                                                       | Перемога.                                                                  |
| 1072 рік | Напад Болеслава ІІ Щедрого на Богемію | Королівство Польське                                                        | Богемське князівство                                                | Перемога.                                                                  |
| 1074 рік | Напад Болеслава ІІ Щедрого на Русь | Королівство Польське                                                        | Київська Русь                                                       | Перемога.                                                                  |
| 1074 рік | Громадянська війна в Угорщині | Армія Гези Королівство Польське                                             | Армія Соломона Священна Римська імперія Богемське князівство        | Перемога.                                                                  |
| 1076 рік | Похід Болеслава ІІ Сміливого на Богемію | Королівство Польське Київська Русь                                          | Богемське князівство                                                | Перемога.                                                                  |
| 1077 рік | Похід Болеслава ІІ Сміливого на Угорщину | Королівство Польське                                                        | Угорське королівство                                                | Перемога.                                                                  |
| 1077 рік | Похід Болеслава ІІ Сміливого на Русь | Королівство Польське                                                        | Київська Русь                                                       | Перемога.                                                                  |
| 1077–1079 роки | Внутрішні конфлікти | сили Болеслава ІІ Сміливого                                                 | Повстанці та магнати                                                | Перемога повстанців.                                                       |
| 1086 рік | Похід угорців на Краків | Королівство Польське                                                        | Угорське королівство                                                | Поразка.                                                                   |
| 1090–1092 роки - 1090 - 1091 - 1091 - 1092                                                                                       | Чотири походи на Північну Померанію | Королівство Польське Богемське князівство                                   | Північна Померанія                                                  | Поразка.                                                                   |
| 1092 рік | Русинсько-кипчацький похід на Польщу | Королівство Польське                                                        | Київська Русь Половці                                               | Поразка.                                                                   |
| 1093–1100 роки - 1096 | Громадянська війна в Польщі - Ґоплоська битва | Владислав Герман Богемське князівство                                       | Збігнієв                                                            | Перемога Збігнієва.                                                        |
| 1099 рік | Похід Владислава Германа на Галич | Королівство Польське                                                        | Галицьке князівство                                                 | Невизначений результат.                                                    |
| 1100 рік | Похід померанців на Польщу | Королівство Польське                                                        | Північна Померанія                                                  | Перемога.                                                                  |
| 1101 рік | Похід русинів на Польщу | Королівство Польське                                                        | Київська Русь                                                       | Поразка.                                                                   |
| 1103–1123 рік - 1121 рік | Чотирнадцять нападів Болеслава на померанців - Ніеклядська битва | Королівство Польське Датське королівство                                    | Померанці                                                           | Перемога.                                                                  |
| 1103–1108 рік | Внутрішні конфлікти | Болеслав ІІІ Кривоустий Угорське королівство Київська Русь                  | Збігнієв Богемське князівство                                       | Перемога Болеслава ІІІ Кривоуста.                                          |
| 1108 рік | Похід Болеслава ІІІ Кривоустого на пруссів | Болеслав ІІІ Кривоустий                                                     | Стара Пруссія                                                       | Перемога.                                                                  |
| 1108–1109 рік | Три походи померанців на Польщу | Королівство Польське                                                        | Західна Померанія                                                   | Перемога.                                                                  |
| 1108 рік | Похід моравійців на Сілезію - Ратіборська битва | Королівство Польське                                                        | Богемське князівство                                                | Перемога.                                                                  |
| 1108 рік | Похід Болеслава ІІІ Кривоустого на пруссів | Королівство Польське                                                        | Стара Пруссія                                                       | Перемога.                                                                  |
| 1109 рік | Польсько-німецька війна - Вроцлавська битва 1109 - Гундсфельська битва                                                                                               | Королівство Польське                                                        | Священна Римська імперія Богемське князівство                       | Перемога.                                                                  |
| 1109–1114 рік - 1110 | Похід Болеслава ІІІ Кривоустого на пруссів - Battle of the Trutina                                                                                                   | Королівство Польське                                                        | Богемське князівство                                                | Перемога.                                                                  |
| 1110 рік | Похід збігнієвців і сілезійців на Богемію | Королівство Польське                                                        | Богемське князівство                                                | Перемога.                                                                  |
| 1110–1111 рік | Похід Болеслава ІІІ Кривоустого на пруссів | Королівство Польське                                                        | Стара пруссія                                                       | Перемога.                                                                  |
| 1117 рік | Повстання Скарбиміра | Королівство Польське                                                        | Скарбімір                                                           | Перемога.                                                                  |
| 1121–1124 рік - 1124 | Війна проти Русі - Вілічовська битва | Королівство Польське Київська Русь Богемське князівство Угорське князівство | Галицьке князівство                                                 | Перемога.                                                                  |
| 1120 | Русько-половецький похід до Польщі | Королівство Польське                                                        | Галицьке князівство                                                 | Поразка.                                                                   |
| 1120 рік | Польський похід на Богемію | Королівство Польське                                                        | Західна Померанія                                                   | Поляки захопили Померанію.                                                 |
| 1126 рік | Угорський похід до Польщі | Королівство Польське                                                        | Угорське королівство                                                | Поразка.                                                                   |
| 1127 рік | Польський похід до Угорщини | Королівство Польське                                                        | Угорське королівство                                                | Перемога.                                                                  |
| 1131–1134 роки | Шість походів богемійців до Польщі. | Королівство Польське                                                        | Богемське князівство                                                | Поразка.                                                                   |
| 1132 рік | Похід Болеслава ІІІ Кривоустого до Польщі - Битва на річці Шайо (1132)                                                                                               | Королівство Польське                                                        | Угорське королівство                                                | Поразка.                                                                   |
| 1135 рік | Русинсько-угорський похід до Польщі | Королівство Польське                                                        | Галицьке князівство                                                 | Поразка. - Галицьке князівство взяло під контроль Малопольщу.              |
| 1144–1320 - 1144 - 1146 - 1195 - 1228 - 1228 - 1228 - 1243 - 1243 - 1246 - 1259 - 1273 - 1277 - 1285 - 1288 - 1289 - 1292 - 1313 | Громадянська війна - Піліційська битва - Битва при Познані - Битва при Мозгаві - Битва при Студніці - Битва при Скалі - Битва при Сіераді - Клешківська битва (1313) | Князі                                                                       | Князі                                                               | Розпад Польщі Нижче наведено перелік війн часів феодальної роздробленості. |
| 1139–1142 рік | Бої проти Русі | Болеслав IV Кучерявий                                                       | Київська Русь                                                       | Поразка.                                                                   |
| 1144–1146 роки | Польсько-київські походи на Галичину | Владислав ІІ Ягайло Київська Русь                                           | Галицьке князівство                                                 | Перемога.                                                                  |
| 1146 рік | Польсько-німецька війна | Мешко III Старий                                                            | Священна Римська імперія Богемське князівство                       | Перемога.                                                                  |
| 1147 рік | Похід Альберта Медведя та Мешком III Старим на полабських слов'ян | Мешко ІІІ Старий                                                            | Полабські слов'яниВелети                                            | Перемога.                                                                  |
| 1147 рік | Похід Болеслава IV Кучерявого на пруссів | Болеслав IV Кучерявий Київська Русь                                         | Старі прусси                                                        | Перемога.                                                                  |
| 1154–1155 роки | Похід Генріха Садомірського до Палестина | Польські лицарі                                                             | Сарацини                                                            | Перемога.                                                                  |
| 1157 рік | Polish-German War | Мешко III Старий                                                            | Священна Римська імперія Богемське князівство                       | Кржузківський мир                                                          |
| 1166 рік | Похід Болеслава IV Кучерявого до Старої Пруссії | Болеслава IV Кучерявий                                                      | Стара Пруссія                                                       | Перемога.                                                                  |
| 1180 рік | Бої за Бжець | Дроічинське князівство Казимір ІІ Простий                                   | Київська Русь                                                       | Перемога.                                                                  |
| 1182–1183 рік - 1182 | Війна за Бжець | Казимір ІІ Простий                                                          | Велике князівство Київське                                          | Перемога.                                                                  |
| 1184 рік | Похід Фрідріха ІІ Барбаросси на Польщу | Казимір ІІ Простий                                                          | Священна Римська імперія                                            | Нічия.                                                                     |
| 1187 рік | Похід русинів до Польщі | Казимір ІІ Простий                                                          | Велике князівство Київське                                          | Поразка.                                                                   |
| 1189 рік | Похід Казиміра ІІ на Галичину | Казимір ІІ Простий                                                          | Галицьке князівство                                                 | Перемога.                                                                  |
| 1194 рік | Похід Казиміра ІІ на Ятвягів - Битва на ятвягських землях | Казимір ІІ Простий                                                          | Ятвяги                                                              | Перемога.                                                                  |
| 1195 рік | Битва над Мазгавом | Мешко ІІІ Старий та Мешко Плясоногий                                        | Лешек Білий Галицько-Волинське князівство                           | Перемога коаліції Лешека Білого.                                           |
| 1197-1998 роки | Похід Романа Мстиславовича на Польщу | Польське королівство                                                        | Велике князівство Київське                                          | Поразка.                                                                   |
| 1199 рік | Похід Лешека Білого на Галичину | Лешек Білий                                                                 | Галицько-Волинське князівство                                       | Перемога.                                                                  |
| 1201 рік | Похід Романа Мстиславовича на Польщу | Польське королівство                                                        | Велике князівство Київське                                          | Поразка.                                                                   |
| 1204 рік | Похід Романа Мстиславовича проти Польщі | Польське королівство                                                        | Велике князівство Київське                                          | Поразка.                                                                   |
| 1207 рік | Напад Лешека Білого на Русь | Лешек Білий Конрад І Мазовецький                                            | Київська Русь                                                       | Перемога.                                                                  |
| 1209–1211 роки | Бої за Лебус | Генріх І Владислав ІІІ                                                      | Німці                                                               | Перемога.                                                                  |
| 1212 рік | Польський похід на Померанію | Королівство Польське                                                        | Дантське королівство                                                | Перемога. - Данці відступили.                                              |
| 1214 рік | Напад Лешека І на Володимир-Волинський | Лешек І Білий Угорське королівство                                          | Галицько-Волинське князівство                                       | Перемога.                                                                  |
| 1215 рік | Угорський похід на Польщу | Казимір ІІ Простий                                                          | Угорське князівство                                                 | Поразка.                                                                   |
| 1218–1221 роки | Війна за об'єднання Галицько-Волинського князівства | Лешек Білий Угорське королівство                                            | Галицько-Волинське князівство                                       | Поразка.                                                                   |
| 1219–1222 роки - 1220 рік | Три походи старих пруссів на Польщу - Битва зі старими прусами | Конрад І Мазовійський                                                       | Старі пруси                                                         | Поразка.                                                                   |
| 1222–1223 роки | Два прходи поляків на Пруссію | Різні князі                                                                 | Стара Пруссія                                                       | Поразка.                                                                   |
| 1225 рік | Похід пруссів до Польщі | Конрад І Мазовійський                                                       | Стара Пруссія                                                       | Поразка.                                                                   |
| 1225–1230 роки | Друга війна за Лебус | Герніх І Птахолов                                                           | Тхурінхія                                                           | Перемога.                                                                  |
| 1234 рік | Польсько-тевтонський похід на пруссів - Дзіерзгонська битва | Різні князі Тевтонські лицарі                                               | Стара русія                                                         | Перемога.                                                                  |
| 1236–1237 роки - 1236 | Похід Конрада І Мазовецького до Галичини - Червенська битва | Конрад І Мазовійський                                                       | Галицько-Волинське князівство                                       | Поразка.                                                                   |
| 1238–1240 роки | Третя війна за Лебус | Герніх І Птахолов                                                           | Бранденбург                                                         | Перемога.                                                                  |
| 1241 рік | Перше монгольське вторгнення до Польщі | Різні князі                                                                 | Монгольська імперія                                                 | Поразка.                                                                   |
| 1247–1252 рік | Зіткнення сил Пржемисла І з Бранбенбургом | Пржемисл І                                                                  | Бранденбург                                                         | Перемога.                                                                  |
| 1248–1455 рік | Три походи на ятвягів | Болеслав V Встидливий Семовіт І Мазовійський Королівство Русі               | Ятвяги                                                              | Перемога.                                                                  |
| 1259 рік | Перше монгольське вторгнення до Польщі | Різні князі                                                                 | Монгольська імперія                                                 | Поразка.                                                                   |
| 1260 рік | Богемсько-угорська війна | Угорське князівство Королівство Польське                                    | Богемське князівство Сілезійське князівство Аустрійське князівство  | Перемога.                                                                  |
| 1262 рік | Литовський похід на Польщу - Siege of Jazdów | Семовірт І Мазовійський                                                     | Велике князівство Литовське                                         | Поразка.                                                                   |
| 1264 рік | Бранська битва | Болеслав V Встидливий                                                       | Ятвяги                                                              | Перемога.                                                                  |
| 1265–1278 роки | Зіткнення польських сил з Бранбенбургом | Пржемисл І Болеслав V Встидливий                                            | Бранденбург                                                         | Перемога.                                                                  |
| 1278 рік | Суперечка за Богемський трон - Марчфельдська битва | Оттокар ІІ Богемійський Болеслав V Встидливий Пржемисл II Герніх IV Probus  | Рудольф І Німецький                                                 | Поразка.                                                                   |
| 1280 рік | Похід Лешека ІІ на Руське Королівство - Гозліська битва | Лешек ІІ Чорний                                                             | Королівство Русі                                                    | Перемога.                                                                  |
| 1282–1283 роки | Три литовсько-ятвгяські походи до Польщі | Лешек ІІ Чорний                                                             | Ятвяги Велике князівство Литовське                                  | Перемога.                                                                  |
| 1287–1288 рік - 1287 - 1287 - 1288                                                                                               | Третє монгольське вторгнення до Польщі - Лаговська битва - Битва при Дунайці - Битва при Старо Сончі                                                                 | Лешек ІІ Чорний                                                             | Монгольська імперія                                                 | Перемога. - Вторгнення відбито                                             |
| 1291–1306 роки - 1294 | Шість литовських походів на Польщу - Битва при Троянові | Різні князі                                                                 | Велике князівство Литовське                                         | Поразка.                                                                   |
| 1296 рік | Похід німців на Рогожно | Пржемисл ІІ                                                                 | Бранденбург                                                         | Поразка.                                                                   |
| 1308 рік | Похід німців на Гданськ | Владислав І Локетек                                                         | Бранденбург                                                         | Поразка.                                                                   |
| 1308 рік | Похід лицарів Тевтонського ордену на Гданськ | Владислав І Локетек                                                         | Тевтонський орден                                                   | Поразка.                                                                   |
| 1309 рік | Похід лицарів Тевтонського ордену на Свеце | Владислав І Локетек                                                         | Тевтонський орден                                                   | Поразка.                                                                   |
| 1311–1312 рік | Повстання Альберта | Владислав І Локетек                                                         | Війська Альберта                                                    | Перемога.                                                                  |
| 1316 рік | Боротьба з німцями за Великопольщу | Владислав І Локетек                                                         | Бранденбург                                                         | Перемога.                                                                  |
| 1323 рік | Польсько-угорський похід на Русь | Королівство Польське Угорське королівство                                   | Королівство Русь                                                    | Перемога                                                                   |
| 1323 рік | Похід Владислава І Локетка на Плоцьк | Королівство Польське                                                        | Полоцьке князівство                                                 | Перемога                                                                   |
| 1326–1329 роки | Боротьба з німцями за Великопольщу | Владислав І Локетек                                                         | Бранденбург                                                         | Перемога.                                                                  |
| 1326–1332 роки - 1327 - 1327 - 1331 - 1331 - 1331 - 1331 - 1332                                                                  | Польсько-Тевтонська війна - Битва при Ковіl - Битва за Гостинін - Битва за Конін - Битва за Пяздру                                                                   | Королівство польське Велике князівство Литовське Угорське королівство       | Тевтонські лицарі Богемське князівство Мазовійське князівство       | Нічия                                                                      |
| 1332 рік | Похід Казиміра ІІІ Великого на Глогув | Королівство польське                                                        | Глуговське князівство                                               | Перемога.                                                                  |
| 1340–1392 роки - 1340 - 1340 - 1341 - 1350 - 1368 - 1376                                                                         | Війна за Галицько-Волинську спадщину - Битва за Львів - Битва при річці Вістула - Битва за Люблін - Литовське вторгнення до Польщі                                   | Королівство польське Князівство Мазовія Угорське королівство Різні фракції  | Велике князівство Литовське Різні фракції                           | Перемога.                                                                  |
| 1343 рік | Бої за Всхову | Королівство польське                                                        | Глуговське князівство                                               | Перемога.                                                                  |
| 1345–1348 роки - 1345 - 1345 - 1345                                                                                              | Польсько чеська війна - Краківська битва | Королівство польське Велике князівство Литовське Угорське князівство        | Богемське князівство                                                | Намслауський мирний договір                                                |
| 1355 рік | Похід тевтонських лицарів до Мазовії | Королівство польське Князівство Мазовія                                     | Тевтонський орден                                                   | Поразка.                                                                   |
| 1359 рік | Похід Казиміра ІІІ Великого на Молдову | Королівство польське                                                        | Молдовське князівство                                               | Поразка.                                                                   |
| 1368 рік | Похід Казиміра ІІІ Великого на Молдову | Королівство польське                                                        | Молдовське князівство                                               | Поразка.                                                                   |
| 1370 рік | Похід Бранденбургів на Санток та Дрезденко | Королівство польське                                                        | Бранденбург                                                         | Поразка.                                                                   |
| 1370 рік | Бої за Плоцьк | Королівство польське                                                        | Князівство Мазовія                                                  | Поразка.                                                                   |
| 1375–1376 рік - 1375 - 1376 | Громадянська війна в Польщі | Польський король                                                            | Владислав Білий                                                     | Перемога.                                                                  |
| 1382–1385 рік | Громадянська війна у Великій Польщі | Різні клани                                                                 | Різні клани                                                         | Перемога налезького клану                                                  |
| 1381–1385 рік | Боротьба Семовіта IV Мазовійського за польський трон | Королівство польське Угорське князівство                                    | Князівство Мазовія                                                  | Поразка.                                                                   |

## Королівство Польське (Ягеллони)
| Date                                   | Conflict                                                                      | Allies | Enemies                                                                                    | Result |
| -------------------------------------- | ----------------------------------------------------------------------------- | --- | ------------------------------------------------------------------------------------------ | --- |
| 1387 рік                               | Польське завоювання Молдови                                                   | Королівство Польське | Молдовське князівство                                                                      | Часткова перемога. - Польща взяла під контроль частину Північного Причорномор'я. - Молдова стає васалом Польщі. |
| 1390–1392 роки                         | Громадянська війна у Литві                                                    | Ягайло Королівство Польське | Вітаутас Тевтонський орден                                                                 | Перемога. |
| 1391–1401 роки                         | Боротьба проти Владислава Опольчика                                           | Королівство Польське | Опольське князівство                                                                       | Перемога. |
| 1399 рік                               | Битва на Ворсклі                                                              | Велике князівство Литовське Королівство Польське Тевтонський орден Молдовське князівство                                                                         | Золота Орда                                                                                | Поразка. |
| 1409–1411 роки - 1410 - 1410           | Польсько-Литовсько-Тевтонська війна - Грюнвальдська битва - Короновська битва | Велике князівство Литовське Королівство Польське | Тевтонський орден Угорське королівство                                                     | Перемога. - Тхорнський мир (1411)                                                                               |
| 1414 рік                               | Голодна війна - Бродніцька битва                                              | Велике князівство Литовське Королівство Польське | Тевтонський орден                                                                          | Перемога. |
| 1415–1419 роки                         | Угорсько-османська війна                                                      | Угорське королівство Королівство Польське | Османська імперія                                                                          | Перемога. |
| 1422 рік                               | Голлубська війна                                                              | Велике князівство Литовське Королівство Польське Молдовське князівство                                                                                           | Тевтонський орден                                                                          | Перемога. |
| 1431                                   | Похід молдован на Поділля                                                     | Королівство Польське | Молдовське князівство                                                                      | Перемога. |
| 1431-1435 роки                         | Громадянська війна у Литві (1431–35)                                          | Литовські католики Королівство Польське Гусити | Литовські православні Тевтонський орден Лівонський орден Золота Орда Молдовське князівство | Перемога. |
| 1431–1435/39 роки - 1431 - 1432 - 1435 | Польсько-тевтонська війна                                                     | Гусити Королівство Польське | Тевтонський орден Велике князівство Литовське                                              | Перемога. |
| 1435 рік                               | Втручання у Молдовські міжусобниці                                            | Королівство Польське Іліас Молдовський | Штефан ІІ Молдовський                                                                      | Перемога. |
| 1438 рік                               | Таборська битва                                                               | Велике князівство Литовське Королівство Польське | Богемське королівство Угорське королівство                                                 | Поразка. |
| 1438-1453 рік                          | Походи татар на Поділля                                                       | Королівство Польське | Кримське ханство                                                                           | Різні результати.                                                                                               |
| 1440–1442 роки                         | Громадянська війна в Угорщині                                                 | Владислав ІІІ Польський Королівство польське | Елізабет Люксембурзька                                                                     | Перемога. |
| 1443-1444 роки                         | Османсько-польський конфлікт                                                  | Королівство Польське Королівство польське Сербський деспотат | Османська імперія                                                                          | Перемога. |
| 1449–1450 роки                         | Польське втручання у боротьбу за Молдовський трон                             | Королівство Польське Олександр ІІІ Молдовський | Богдан ІІ Молдовський                                                                      | Поразка. |
| 1450–1454 роки                         | Боротьба за землі Освенцему                                                   | Королівство Польське | Тожеське князівство                                                                        | Перемога. |
| 1469-1471 роки                         | Походи татар на Поділля                                                       | Королівство Польське | Кримське ханство                                                                           | Поразка. |
| 1471–1474 роки                         | Польсько-угорська війна                                                       | Королівство Польське | Угорське королівство                                                                       | Компромат |
| 1474 рік                               | Польсько-богемський похід на Сілезію                                          | Королівство Польське Богемське князівство | Угорське королівство                                                                       | Поразка. |
| 1476 рік                               | Польський похід на Пруссію                                                    | Королівство Польське | Тевтонський орден                                                                          | Перемога. |
| 1478–1479 рік                          | Престська війна                                                               | Королівство Польське | сили Ніколаса вон Тюнгера Тевтонський орден                                                | Перемога |
| 1485–1503 роки - 1487 - 1491 - 1497    | Польсько-Османська війна - Битва при Заславі                                  | Королівство Польське Велике князівтво Литовське | Османська імперія Молдовське князівство Кримське ханство                                   | Поразка. |
| 1495 рік                               | Польський похід на Плоцьк                                                     | Королівство Польське | Масовійське князівство                                                                     | Перемога. |
| 1500–1503 роки - 1500                  | Московсько-Литовська війна                                                    | Королівство Польське Велике князівтво Литовське | Велике князівство Московське                                                               | Поразка. |
| 1501 рік                               | Польський похід на Пруссію                                                    | Королівство Польське | Тевтонський орден                                                                          | Поразка. |
| 1502–1510 роки - 1506 - 1509           | Польсько-Молдовська війна - Битва при Черновіце - Битва за Чосім              | Королівство Польське | Молдовське князівство                                                                      | Перемога. |
| 1506-1549 роки                         | Походи татар на землі Русі у складі Польщі і Литви                            | Королівство Польське Велике князівтво Литовське | Кримське ханство                                                                           | Евентуальні поразки.                                                                                            |
| 1507–1508 роки                         | Московсько-Литовська війна                                                    | Королівство Польське Велике князівтво Литовське | Велике князівство Московське                                                               | Перемога. |
| XVI ст.–1772 роки                      | Партизанська боротьба опришків проти шляхти                                   | Королівство Польське | Опришки                                                                                    | Різні результати.                                                                                               |
| 1512–1522 роки                         | Московсько-Литовська війна                                                    | Королівство Польське Велике князівтво Литовське | Велике князівство Московське                                                               | Поразка. |
| 1519–1521 роки - 1520                  | Польсько-тевтонська війна                                                     | Королівство Польське | Тевтонський орден                                                                          | Краківський мир - Prussian Homage                                                                               |
| 1528 рік                               | Похід Габсбургів на Спиш                                                      | Королівство Польське | Угорщина у складі Габсбурзької монархії                                                    | Поразка. |
| 1530–1531 роки - 1530 - 1531 - 1531    | Польсько-Молдовська війна - Битва при Чосімі                                  | Королівство Польське | Молдовське князівство                                                                      | Перемога. |
| 1534–1537 роки                         | Московсько-Литовська війна                                                    | Королівство Польське Велике князівтво Литовське | Велике князівство Московське                                                               | Компроміс. |
| 1535 рік                               | Молдовський похід на Поділля та Покуття                                       | Королівство Польське | Молдовське князівство                                                                      | Поразка. |
| 1537 рік                               | Війна кокоша                                                                  | Королівство Польське | Нобілітя                                                                                   | Повстання придушено.                                                                                            |
| 1538 рік - 1538 - 1538                 | Польсько-Молдовська війна - Битва при Чосімі                                  | Королівство Польське | Молдовське князівство                                                                      | Компроміс. |
| 1550-1552 роки                         | Польсько-Молдовська війна                                                     | Королівство Польське | Молдовське князівство                                                                      | Перемога. |
| 1557 рік                               | Польський похід до Лівонії                                                    | Королівство Польське Велике князівтво Литовське | Лівонське братство меча                                                                    | Перемога. |
| 1558—1583 роки                         | Лівонська війна                                                               | Лівонська Конфедерація Річ Посполита (До 1569 Польсько-Литовська унія) Данія-Норвегія Шведська імперія Запорозькі козаки Трансильванське князівство (Після 1577) | Московське Царство Касимовське ханство Королівство Лівонія                                 | Перемога. - У 1569 відбулося обє'єднання Польщі та Литви у Річ Посполиту.                                       |

## Річ Посполита
Нижче наведено перелік війн за участю Речі Посполитої.
| Date                       | Conflict                                                  | Allies | Enemies | Result                                         |
| -------------------------- | --------------------------------------------------------- | --- | --- | ---------------------------------------------- |
| 1571 рік                   | Датський похід на Річ Посполиту                           | Річ Посполита | Датське королівство | Поразка.                                       |
| 1572 рік                   | Похід на Молдову                                          | Річ Посполита | Османська імперія Молдовське князівство | Поразка.                                       |
| 1575-1589 роки             | Походи татар на володіння Речі Посполитої                 | Річ Посполита | Кримське ханство | Поразка.                                       |
| 1576–77 роки               | Повстання у Данцеку                                       | Річ Посполита | Данцек | Перемога.                                      |
| 1587–88 роки - 1587 - 1588 | Війна за Польську спадщину - Краківська битва             | Річ Посполита | Австрійське князівство | Поразка.                                       |
| 1591—1593 роки             | Повстання Косинського                                     | Річ Посполита | Запорозькі козаки | Перемога. - Повстання придушено.               |
| 1594—1596 роки             | Повстання Наливайка                                       | Річ Посполита | Запорозькі козаки | Перемога. - Повстання придушено.               |
| 1595 рік                   | Польсько-Молдовська війна                                 | Річ Посполита | Молдовське князівство | Перемога.                                      |
| 1598–99 роки               | Польсько-шведська війна (1598–99)                         | Річ Посполита | Шведська імперія | Поразка.                                       |
| 1599–1600 роки             | Польсько-ромунська війна                                  | Polish–Lithuanian Commonwealth | [[Файл:Шаблон:Прапор Wallachia\|20x13px\|Wallachia]] Волоське князівство Трансільванське князівство | Перемога.                                      |
| 1600–11 роки               | Польсько-Шведська війна                                   | Річ Посполита | Шведська імперія | Нічия.                                         |
| 1605–18 роки               | Польсько-Мовська війна                                    | Річ Посполита Запорозькі козаки | Московське царство | Перемога.                                      |
| 1606 рік                   | Татарський похід на Польщу                                | Річ Посполита | Кримське ханство | Перемога.                                      |
| 1607-1612 роки             | Походи на Молдову                                         | Річ Посполита | Молдовське князівство | Поразка.                                       |
| 1612 рік                   | Татарський похід на володіння Речі Посполитої.            | Річ Посполита Запорозькі козаки | Кримське ханство | Перемога.                                      |
| 1615–1616 роки             | Похід на Молдову                                          | Річ Посполита | Молдовське князівство Кримське ханство | Поразка.                                       |
| 1617–1618 роки             | Польсько-Шведська війна                                   | Річ Посполита | Шведська імперія | Нічия.                                         |
| 1618 рік                   | Татарський похід на володіння Речі Посполитої.            | Річ Посполита | Кримське ханство | Поразка.                                       |
| 1619 рік                   | Хуменська битва                                           | Річ Посполита | Трансільванське князівство | Перемога.                                      |
| 1620–21 роки               | Хотинська війна - Цецорська битва - Хотинська битва       | Річ Посполита Запорозькі козаки Молдовське князівство | Османська імперія Кримське ханство[[Файл:Шаблон:Прапор Wallachia\|20x13px\|Wallachia]] Волоське князівство | Перемога.                                      |
| 1621–26 роки               | Польсько-Шведська війна                                   | Річ Посполита | Шведська імперія | Поразка.                                       |
| 1624 рік                   | Татарський похід на володіння Речі Посполитої.            | Річ Посполита | Кримське ханство | Перемога.                                      |
| 1625 рік                   | Повстання Жмайла                                          | Річ Посполита | Запорізькі козаки | Нічия.                                         |
| 1626–29 роки               | Польсько-Шведська війна                                   | Річ Посполита | Шведська імперія | Альтмарська домовленість                       |
| 1627 рік                   | Три татарських походи на володіння Речі Посполитої.       | Річ Посполита | Кримське ханство | Перемога.                                      |
| 1628-1629 роки             | Десять татарських походів на володіння Речі Посполитої    | Річ Посполита | Кримське ханство | Перемога.                                      |
| 1630 рік                   | Повстання Федоровича                                      | Річ Посполита | Запорізькі козаки | Нічия.                                         |
| 1632–34 роки               | Смоленська війна                                          | Річ Посполита | Московське царство | Перемога.                                      |
| 1633–34 роки               | Польсько-османська війна - Битва за Кам'янець-Подільський | Річ Посполита Запорозькі козаки Молдовське князівство | Османська імперія Кримське ханство[[Файл:Шаблон:Прапор Wallachia\|20x13px\|Wallachia]] Волоське князівство | Перемога.                                      |
| 1635 рік                   | Повстання Сулими                                          | Річ Посполита | Запорізькі козаки | Поразка.                                       |
| 1637 рік                   | Повстання Павлюка                                         | Річ Посполита | Запорізькі козаки | Перемога.                                      |
| 1638 рік                   | Повстання Острязяніна                                     | Річ Посполита | Запорізькі козаки | Перемога.                                      |
| 1640-1644 роки             | Татарські походи на Польщу                                | Річ Посполита | Кримське ханство | Різні результати.                              |
| 1645–1646 роки             | Польський похід на Кримське ханство                       | Річ Посполита | Кримське ханство | Перемога.                                      |
| 1648–1657 роки             | Повстання Хмельницького                                   | Річ Посполита Кримське ханство (1654—1656) | Запорозькі козаки Кримське ханство (1649—1654, 1656—1657) | Поразка. - Створення Козацької Держави         |
| 1651 рік                   | Повстання Костка-Напіерського                             | Річ Посполита | Армія Олександра Костка Напіерського | Перемога. - Повстання придушено.               |
| 1654–67 роки               | Польсько-Московська війна                                 | Річ Посполита Кримське ханство | Московське царство Гетьманщина | Поразка.                                       |
| 1655—1660                  | Північна війна (1655—1660)                                | Річ Посполита Данія-Норвегія Московське Царство (1656—1658) Кримське ханство Бранденбург-Пруссія (1655—1656, 1657—1660) Голландська республіка                                                                          | Шведська імперія Бранденбург-Пруссія (1656—1657) Трансильванське князівство Гетьманщина (1657) Велике князівство Литовське Молдовське князівство Валлахія                                                                                 | Поразка.                                       |
| 1663-1664 роки             | Австро-Турецька війна                                     | Священна Ліга: | Мусульмани та їх васали | Вашварський мир (1664)                         |
| 1666–71 роки               | Польсько-козацько-татарська війна                         | Річ Посполита | Кримське ханство Козаки Петро Дорошенко\|Петра Дорошенко]] | Нічия.                                         |
| 1672—1676 роки             | Польсько-Турецька війна - Битва під Хотином (1621)        | Річ Посполита Князівство Валлахія | Османська імперія Кримське ханство Молдовське князівство Гетьманщина (Фракція Петра Дорошенко) | Поразка.                                       |
| 1683—1699 роки             | Польсько-турецька війна (1683—1699) - Віденська битва     | Річ Посполита Запорізькі козаки з Лівобережної України сили Священної Ліги | Османська імперія Запорізькі козаки з Правобережної України | Вирішальна перемога Священної Ліги.            |
| 1686-1700 роки             | Московсько-Турецька війна                                 | Московське царство · Священна Римська імперія · Річ Посполита · Гетьманщина | Османська імперія Кримське ханство | Перемога                                       |
| 1700 рік                   | Громадянська війна у Литві                                | Нобіліти | Сепєхи | Перемога Нобілітів.                            |
| 1700—1721 роки             | Велика Північна війна                                     | Московське Царство · Саксонія · Річ Посполита · (1701—1704, 1704—1709, 1709—1719) · Данія-Норвегія · Гетьманщина · (1700—1708, 1709–1721) · Королівство Пруссія · Ганновер · Британська імперія · Молдовське князівство | Османська імперія · Шведська імперія · Річ Посполита · Кримське ханство · Молдовське князівство · Князівство Валлахія · Гетьманщина (1708—1709) · Британська імперія                                                                      | Поразка союзників.                             |
| 1702–04 роки               | Повстання Палія                                           | Річ Посполита | Козаки | Перемога.                                      |
| 1733–35 роки 1734          | Війна за польську спадщину - Мечовська битва              | Станіслав Лежинський Французьке королівство Королівство Іспанія Савойське князівствр | Август III Польський[[Файл:Шаблон:Прапор Habsburg Monarchy\|20x13px\|Habsburg Monarchy]] Королівство Пруссія | Віденський договір                             |
| 1734 рік                   | Гайдамацьке повстання 1734 року                           | Річ Посполита | Гайдамаки | Повстання придушено.                           |
| 1750 рік                   | Гайдамацьке повстання 1750 року                           | Річ Посполита | Гайдамаки | Повстання придушено.                           |
| 1764 рік                   | Громадянська війна в Польщі                               | Партія гетьмана | Familia | Перемога фалімії.                              |
| 1768-69 роки               | Коліївщина                                                | Річ Посполита Російська імперія | Гайдамаки | Повстання придушено.                           |
| 1769 рік                   | Повстання Шауляя                                          | Річ Посполита | Литовські повстання | Повстання придушено.                           |
| 1792-1797 роки             | Війна першої коаліції                                     | Франція Держави-сателіти Франції Польський легіон | Австрійська імперія Королівство Пруссія Королівство Великої Британії Французькі роялісти Іспанська імперія Португальське королівство Сардинське королівство Королівство Обох Сицилій Інші італійські держави Османська імперія Нідерланди | Перемога французько-польської коаліції.        |
| 1792 рік                   | Польсько-Російська війна                                  | Річ Посполита | Російська імперія | Другий розділ Польщі                           |
| 1794                       | Повстання Кожушка                                         | Річ Посполита | [[Файл:Шаблон:Прапор Habsburg Monarchy\|20x13px\|Habsburg Monarchy]] Королівство Пруссія | Третій розділ Польщі - Кінець Речі Посполитій. |

## Друга Річ Посполита
Список війн за участі Другої Речі Посполитої.
| Date              | Conflict                                      | Allies                                            | Enemies | Result                                                                              |
| ----------------- | --------------------------------------------- | ------------------------------------------------- | --- | ----------------------------------------------------------------------------------- |
| 1918 рік          | Громадянська війна у Фінляндії                | Біла гвардія · Швеція · Естонія Поляки            | Червона гвардія · | Перемога.                                                                           |
| 1918–1919 роки    | Польсько-Українська війна                     | Друга Річ Посполита Румунське королівство         | Західноукраїнська народна республіка                                                                                           | Невизначений результат. - Львів увійшов до складу Польщі. - ЗУНР переросло в ЗоУНР. |
| 1918–1919 роки    | Великопольське повстання                      | Поляки                                            | Веймарська республіка | Перемога.                                                                           |
| 1919              | Польсько–чехословацька війна                  | Друга Річ Посполита                               | Чехословаччина | Поразка. - Чехословаччина аннексувала Заолжжя                                       |
| 1919–1920/21 роки | Польсько-Радянська війна                      | Друга Річ Посполита Українська Народна Республіка | РСФСР УРСР | Перемога.                                                                           |
| 1919–1921 роки    | Сілезькі повстання                            | Поляки                                            | Веймарська республіка | Спочатку поразка, потім перемога, в результаті компроміс.                           |
| 1919–1920 роки    | Польсько-Литовська війна                      | Друга Річ Посполита                               | Литва | Перемога.                                                                           |
| 1923 рік          | Краківське повстання 1923 року                | Друга Річ Посполита                               | Комуністи | Перемога. - Повстання придушено.                                                    |
| 1938 рік          | Польсько-чехословацький прикордонний конфлікт | Друга Польська республіка                         | Чехословаччина | Перемога. - Заолжжя                                                                 |
| 1939 рік          | Вторгнення до Польщі                          | Друга Річ Посполита                               | Третій рейх Радянський союз[[Файл:Шаблон:Прапор Slovak Republic (1939–1945)\|20x13px\|Slovak Republic (1939–1945)]] Словаччина | Поразка. - Ліквідація Другої Речі Посполитої.                                       |

## Третя Річ Посполита
Список війн за участі Третьої Речі Посполитої.
| Date             | Conflict                                         | Allies | Enemies                            | Result                                                             |
| ---------------- | ------------------------------------------------ | --- | ---------------------------------- | ------------------------------------------------------------------ |
| 1944–1949 роки   | Wojna o niepodległą Ukrainę i niepodległą Polskę | Rzeczpospolita Polska (Rząd w Londynie) Українська повстанська армія Narodowe Zjednoczenie Wojskowe Wolność i Niepodległość inne | ZSRR, Polska Rzeczpospolita Ludowa | Перемога.                                                          |
| 1956 рік         | Познанські протести (1956)                       | Rzeczpospolita Polska (Rząd w Londynie) Анти-комуністичний рух | ZSRR, Polska Rzeczpospolita Ludowa | - Повстання придушено                                              |
| 1968 рік         | Вторгнення до Чехословаччини                     | Rzeczpospolita Polska (Rząd w Londynie) Ryszard Siwiec Czechosłowacja | Країни варшавського договору       | Перемога.                                                          |
| 1990–1991 роки   | Війна в Перській затоці                          | Коаліція: | Ірак                               | Перемога.                                                          |
| 1994-1995 роки   | Операція «Підтримка демократії»                  | Сполучені Штати Америки Польща Аргентина | Гаїті                              | Перемога.                                                          |
| 2001–по сьогодні | Війна з тероризмом                               | Албанія Бельгія Болгарія Великобританія Угорщина Німеччина Греція Данія Ісландія Іспанія Італія Канада Латвія Литва Люксембург Нідерланди Норвегія Польща Португалія Румунія Північна Македонія Словаччина Словенія США Туреччина Франція Хорватія Чорногорія Чехія Естонія Україна | Терористи                          | Конфлікт триває. - Ліквідація режиму талібів - Боротьба проти ІДІЛ |
| 2013-2014        | Операція «Сервал»                                | Малі Франція Нігерія Сьєрра-Леоне Польща | Ісламісти                          | Перемога.                                                          |